# Cầu Công Lý
Cầu Công Lý bắc qua kênh Nhiêu Lộc – Thị Nghè. Cầu nằm trên trục đường Nguyễn Văn Trỗi - Nam Kỳ Khởi Nghĩa và là cửa ngõ ra vào Sân bay quốc tế Tân Sơn Nhất. Tại cây cầu này vào năm 1964, Nguyễn Văn Trỗi đã đặt mìn ở cầu Công Lý nhằm tiêu diệt phái đoàn quân sự chính trị cao cấp của Chính phủ Hoa Kỳ do Bộ trưởng Quốc phòng Robert McNamara dẫn đầu, tuy nhiên bất thành và đã bị xử tử vào ngày 15 tháng 10, 1964.

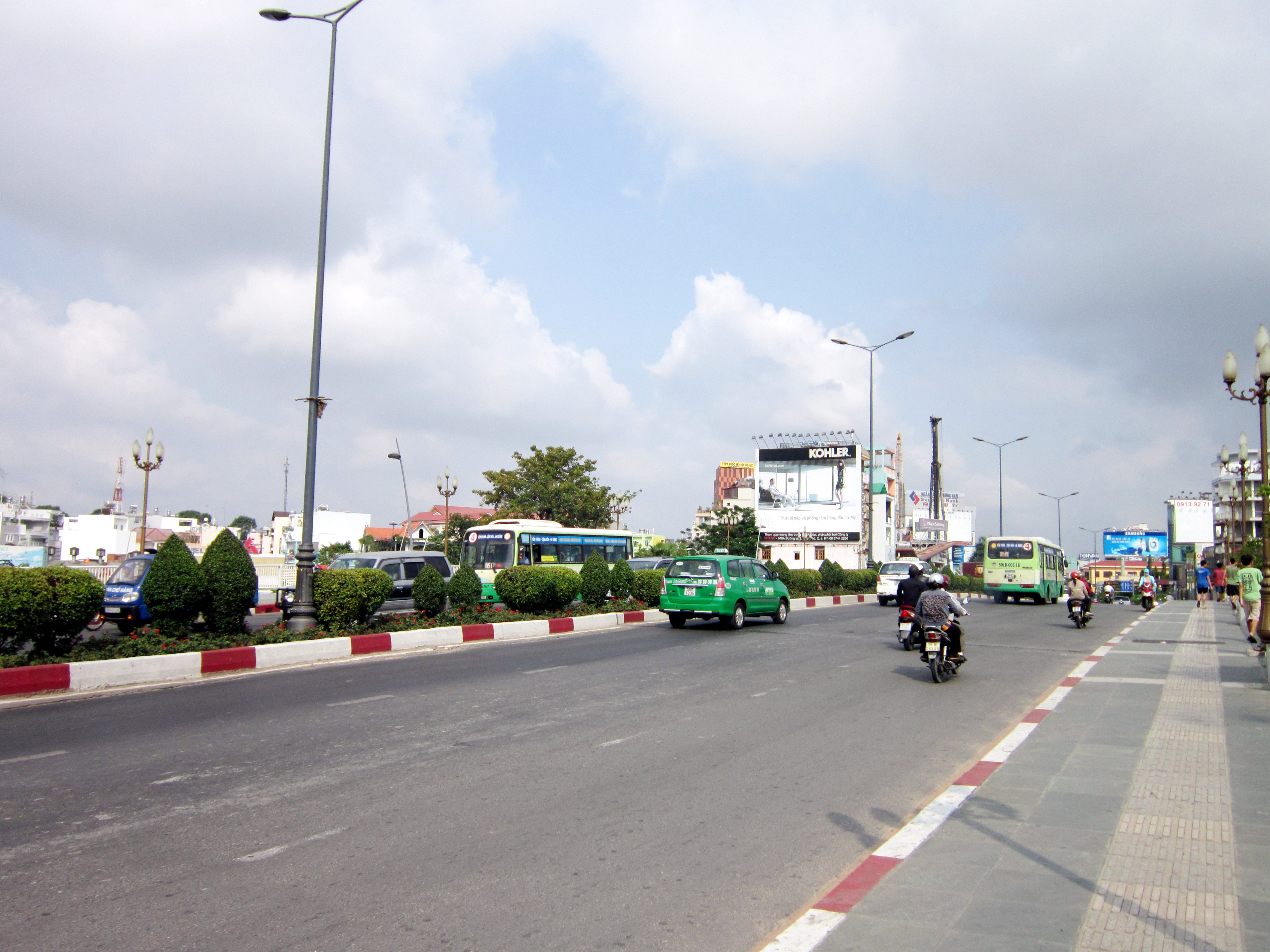
Cầu Công Lý